# بوب ودورد
بُوب وُدْوَرْد (بالإنجليزية: Bob Woodward) واسمه الحقيقي رُوبِرْت أَبْشَر وُدْوَرْد (26 مارس 1943 في جنيف، إلنوي) هو صحفي استقصائي ومؤلف خريج جامعة يال، اشتهر عبر العالم بلقب مفجر فضيحة وَتَرْكَيْت التي أدت إلى استقالة الرئيس الأمريكي السابق رتشرد نكسن من منصبه وتلطيخ سمعته، وقد أدى تقرير تلك الفضيحة الذي أعده ودورد رفقة زميله الصحفي المخضرم كارل برنستين على حصول جريدة واشنطن بوست على جائزة بوليتزر في مجال الخدمة العامة والصحافة عام 1973 كما حولتهما إلى «أفضل الصحفيين الإستقصائيين الأميركيين». وقد وصفته صحيفة رولينغ ستون بأنه «"واحد من أكثر الصحفيين المحترمين في التاريخ الأمريكي"».
في 11 سبتمبر 2018 نشر وولف كتابه الخوف: ترمب في البيت الأبيض الذي يستند إلى «مئات الساعات من المقابلات مع مصادر مباشرة ومذكرات لإجتماعات متزامنة وملفات ومستندات ويوميات شخصية عن فترة رئاسة الرئيس الأمريكي دونلد ترمب». سجل ودورد مقابلاتها. وفقًا لمقالة صحيفة نيويورك تايمز في 4 سبتمبر 2018، حل الكتاب المرتبة السابعة للطبعات الإلكترونية للكتب الأعلى مبيعا على موقع أمازون.

## النشأة والتعليم والخدمة البحرية
ولد ودورد في جنيف، إلينوي، وهو ابن جين (نيي أبشر) وألفرد ودورد، المحامي الذي أصبح فيما بعد رئيسًا لمحكمة الدائرة القضائية الثامنة عشرة. تلقى تعليمه في مدرسة ويتون المجتمعية الثانوية (WCHS)، وهي مدرسة ثانوية عامة في نفس المدينة. انفصل والديه عندما كان في الثانية عشرة من عمره، وقام والده الذي تزوج مرة أخرى بتربيته هو وأخيه وأخته.
بعد التخرج من WCHS في عام 1961، التحق وودوارد بكلية ييل بمنحة تدريب ضباط الاحتياط البحرية (NROTC) ودرس التاريخ والأدب الإنجليزي. أثناء وجوده في جامعة ييل، انضم وودوارد إلى أخوية Phi Gamma Delta وكان عضوًا في Book and Snake. حصل على درجة البكالوريوس عام 1965.
بعد جامعة ييل، بدأ وودوارد فترة خدمة مدتها خمس سنوات في البحرية الأمريكية.

## العمل

### فضيحة ووترغيت
تم تكليف كل من ودورد وكارل برنستين بالإبلاغ عن عملية السطو التي وقعت في 17 يونيو 1972 على مقر اللجنة الوطنية الديمقراطية في مبنى مكاتب بواشنطن العاصمة يسمى ووترغيت. أصبح عملهم، تحت قيادة المحرر بن برادلي، معروفًا بكونه أول من قدم تقريرًا عن عدد من "الحيل القذرة" السياسية التي استخدمتها لجنة إعادة انتخاب نيكسون خلال حملته لإعادة انتخابه. أصبح كتابهم عن الفضيحة، من أكثر الكتب مبيعًا وتحول لاحقًا إلى فيلم عام 1976، بطولة روبرت ريدفورد في دور ودورد وداستن هوفمان في دور كارل برنستين، حول المراسلين إلى مشاهير وألهم موجة من الاهتمام بالصحافة الاستقصائية.

## مؤلفاته
- القادة ..أسرار ما قبل وما بعد حرب الخليج
- كل رجال الرئيس (1974) عن فضيحة ووترجيت؛ (ردمك 0-671-21781-X)، إصدار الذكرى السنوية الخامسة والعشرين (1999) (ردمك 0-684-86355-3)؛ كتبه مع كارل بيرنستين.[18]
- الخوف: ترامب في البيت الأبيض (2018)(ردمك 978-1471181306)
  - شركة المطبوعات للتوزيع والنشر، بيروت، لبنان، 2019
- حرب (15 أكتوبر 2024)،[19] (ردمك [[خاص:Booksources/978-

1668052273|978-
1668052273]]).
- - ترجمة: محمد عثمان خليفة، شركة المطبوعات للتوزيع والنشر، بيروت، لبنان، 2025

## روابط خارجية
- بوب ودورد على موقع IMDb (الإنجليزية)
- بوب ودورد على موقع الموسوعة البريطانية (الإنجليزية)
- بوب ودورد على موقع مونزينجر (الألمانية)
- بوب ودورد على موقع ميوزك برينز (الإنجليزية)
- بوب ودورد على موقع إن إن دي بي (الإنجليزية)
- بوب ودورد على موقع قاعدة بيانات الفيلم (الإنجليزية)